# Mezzana Bigli
Mezzana Bigli (La Msäna in dialetto lomellino) è un comune italiano di 1 067 abitanti della provincia di Pavia in Lombardia. Si trova nella Lomellina meridionale, a breve distanza dalla sponda sinistra del Po, presso la confluenza dell'Agogna.

## Storia
Il nome stesso di Mezzana Bigli (dal latino Mediana) mette in relazione l'origine del paese con l'area fluviale presso cui sorge, essendo collocato tra i fiumi Po, Agogna e Scrivia: numerosi sono infatti i toponimi simili a Mezzana, il cui significato corrisponde a "isola fluviale" (nel senso di "territorio in mezzo al fiume"). Nell'elenco dei territori pavesi del 1250 appare come Glarea Mezana. Fino al 1800 fu sempre legata al centro di Gerola, oggi frazione di Casei Gerola, ma un tempo luogo di una certa importanza, sede di podesteria, situato a sud del Po, nell'Oltrepò Pavese. Facendo parte del comune di Gerola, Mezzana apparteneva amministrativamente all'Oltrepò anche quando, cessando la sua condizione insulare, si trovò a nord del Po, dunque in Lomellina, separata dal fiume dal suo capoluogo.
Con Gerola apparteneva al feudo dei Corti di Guazzora, per cui era detta Mezzana Corti (da non confondersi con il paese che oggi porta questo nome, frazione di Cava Manara); nel XVII secolo fu infeudata ai Bigli (o Biglia) di Milano, per cui prese il nome di Mezzana Bigli. Il feudo dei Bigli cessò con l'abolizione del feudalesimo nel 1797. Nel 1800, per decreto napoleonico, i confini dei comuni e delle province furono fatti corrispondere ai fiumi, cosicché Mezzana fu separata da Gerola, mantenendo la gran parte del territorio del vecchio comune. Fu quindi anche separata dall'Oltrepò e unita alla Lomellina.

### Simboli
Lo stemma e il gonfalone del comune sono stati concessi con decreto del presidente della Repubblica del 22 giugno 2012.
Il fiume Po è rappresentato dalla gemella in fascia ondata; le stelle simboleggiano le frazioni del paese, le spighe di grano  la principale coltura agricola.
Il gonfalone è un drappo di giallo con la bordatura di azzurro.

## Società

### Evoluzione demografica
Abitanti censiti